# Koyukon
Koyukon (Koyukukhotana).- /"people of Koyukuk River."/ pleme američkih Indijanaca iz grupe Khotana, nastanjeno južno od ušća Tanane i uz Koyukuk River na Aljaski. Swanton Koyukone dijeli na tri lokalne skupine, to su Kaiyuhkhotana s rijeke Yukon, između Anvika i Koyukuka uključujući i Innoko River. Druga grupa su Koyukukhotana vlastiti s rijeke Koyukuk, i treći Yukonikhotana, od ušća Tanane do ušća Koyukuka. Svaka ova grupa Koyukona imala je više naselja. Mooney (1928) procjenjuje da ih je 1740. bilo 1,500; 840 (1890.). Koyukoni danas žive u 11 sela, i ima ih oko 2,300.

## Lokalne skupime i sela
Swanton ih dijeli na 3 skupine
- Kaiyuhkhotana: Anilukhtakpak, Chinik, Iktigalik, Innoka, Ivan, Kagogagat, Kaiakak, Kaltag, Khogoltlinde, Khulikakat, Klamaskwaltin, Kunkhogliak, Kutul, Lofka, Nulato, Taguta, Takaiak, Talitui, Tanakot, Terentief, Tutago, i Wolasatux.
- Koyukukhotana: Batza, Bolshoigor, Dotle, Hussliakatna, Kakliaklia, Kaitat, Kanuti, Kautas, Kotil, Koyukuk, Mentokakat, Nohulchinta, Nok, Notaloten, Oonignchtkhokh, Soonkakat, Tnshoshgon, Tlialil, Tok, Zakatlatnn, Zogliakten, i Zonagogliakten.
- Yukonikhotana: Chentansitzan, Medvednaia, Melozikakat, Noggai, Nowi, Tohnokalong i Tuklukyet.

Skupine Koyukukhotana i Yukonikhotana Hodge zajednički naziva Unakhotana. Naziv Kaiyuhkhotana označava Ingalike koji se navode kao samostalno pleme. Hodge kaže da je Ingalik eskimski naziv za Kaiyuhkhotana Indijance s rijeke Yukon, a da su Rusi taj naziv proširili na sve Kaiyuhkhotane.

## Život Koyukona
Koyukoni su sub-arktički narod lovaca i ribara, s krpljama, kao jednim od simbola njihove kulture. Život Koyukona organiziran je sezonski. Oni tradicionalno imaju proljetne, ljetne, jesenske i zimske logore, i kreću se prateći migraciju životinja,  odnosno karibua. Tijekom ljeta Minkhotanas (='lake people') Koyukoni se bave lovom na karibue i drugu divljač, dok su tijekom jeseni zauzeti ribolovom na losose. Važan je tada i lov na karibue koji se sele u to vrijeme, a nastavlja se i tijekom zime, kao i u rano proljeće; Meso karibua Indijanci suše i skladište u trapovima za kasniju upotrebu.

## Povijest
Prvi bijelci s Kojima Koyukoni dolaze u kontakt su Rusi. Ruski istraživač Malakov utemeljuje trgovačku postaju u Nulatu 1838. ili 1839. godine. Ubrzo nakon toga (1839.) slijedi nekoliko epidemija. Godine 1859. dolazi do poznatog masakra u selu Nulato kojeg su izvršili domoroci s područja rijeke Koyukuk. Civilizacija počinje brže prodirati dovođenjem telegrafa (1867.) u Koyukon, otvaranjem trgovačke postaje 1880. i 'zlatnom groznicom' od 1884/5.

## Vanjske poveznice
- Map of the territory of the Koyukon and neighboring peoples
- Koyukon Language, Past and Present  Arhivirana inačica izvorne stranice od 1. rujna 2006. (Wayback Machine)
- (mitologija) RAVEN'S STORY : audio linkovi  Arhivirana inačica izvorne stranice od 3. rujna 2006. (Wayback Machine)